# AIM-4 Falcon
Hughes AIM-4 Falcon ist ein Infrarot- oder radargelenkter Luft-Luft-Lenkflugkörper der Firma Hughes Aerospace Group.

## Entwicklung

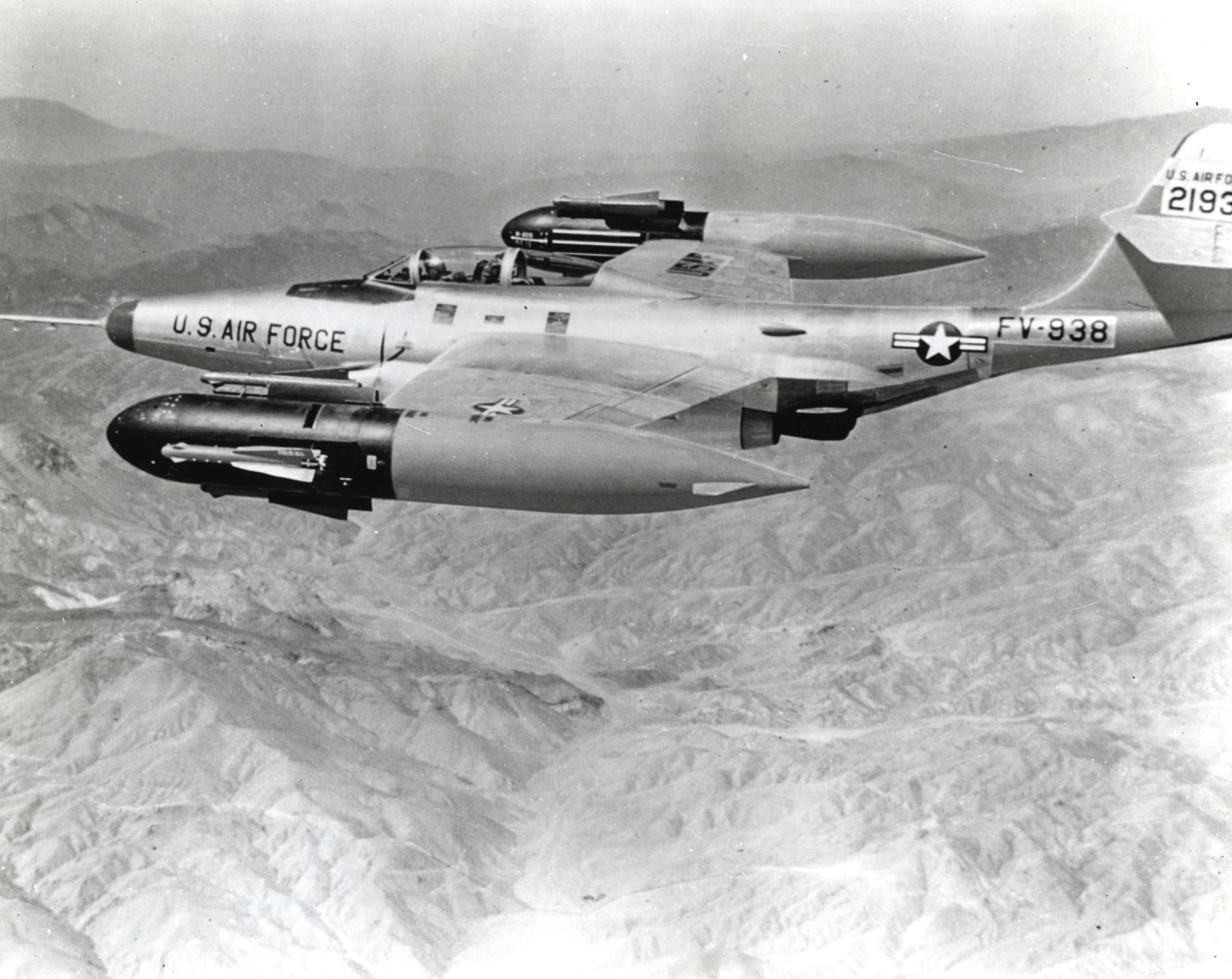
F-89H mit AIM-4 Falcon

Die Entwicklung bei der Hughes Aerospace Group begann im Jahr 1946 unter der Projektbezeichnung Dragonfly. Die AIM-4 wurde zur Bekämpfung von Bombern konzipiert. Der erste Teststart wurde 1949 durchgeführt. Die Lenkwaffe war so konzipiert, dass sie sowohl von den Tragflächen, wie aus den Waffenschächten der Jagdflugzeuge eingesetzt werden konnte. Die Firma Hughes lieferte sowohl die Lenkwaffen wie auch die Radaranlagen und Feuerleitausrüstung für die Flugzeuge. Die Serienfertigung erfolgte im Werk in Tucson ab 1954. Die ersten Exemplare wurden 1956 an die U.S. Air Force ausgeliefert. Die AIM-4 war der erste Luft-Luft-Lenkflugkörper der US-Streitkräfte.
Die Lenkflugkörper trugen zu Beginn der Entwicklung die Bezeichnung AAM-A-2. Im Jahr 1955 wurde die Bezeichnung in GAR-1, Bzw. GAR-2/ -3 / -4 geändert. Die Bezeichnung AIM-4 Falcon wurde im Jahr 1965 eingeführt.
Exporte gingen nach Kanada, Finnland, Schweden (lokale Bezeichnung Rb-28 und HM-58) und Iran.
Die AIM-4 bildete die Grundlage für eine ganze Familie von Luft-Luft-Lenkwaffen, zu der die AIM-26 Falcon, die AIM-47 Falcon und die AIM-54 Phoenix gehören.

## Einsatz
Ab Mai 1967 wurden für die F-4D Phantom II der U.S. Air Force AIM-4D im Vietnamkrieg eingesetzt. Die F-4D konnten zwei AIM-4 und zwei AIM-9 Sidewinder tragen, die von der U.S. Navy für den Einsatz gegen geradeaus hoch fliegende Bomber entwickelt worden war. Es stellte sich heraus, dass die AIM-4 für den Luftkampf (Kurvenkampf) ungeeignet war. Grundproblem war, dass der Infrarotsuchkopf nicht während der gesamten Flugzeit gekühlt werden konnte, da der Kühlmittelvorrat begrenzt war. Sollte der Flugkörper abgefeuert werden, dauerte es etwa fünf Sekunden, bis der Suchkopf gekühlt war – was im Luftkampf eine Ewigkeit bedeutete. Wenn das Ziel nicht mehr aufgefasst werden konnte und der Suchkopf mehrmals gekühlt wurde, war irgendwann das Kühlmittel aufgebraucht. Ebenfalls ungünstig war das Fehlen eines Annäherungszünders, da so das Ziel direkt getroffen werden musste. Mit der AIM-4 konnten etwa fünf vietnamesische Flugzeuge abgeschossen werden, sie wurde aber 1969 zugunsten der Sidewinder zurückgezogen. Die letzten Falcon wurden aber erst mit der Außerdienststellung der F-106 Delta Dart Ende der 1980er-Jahre ausgemustert.

## Varianten

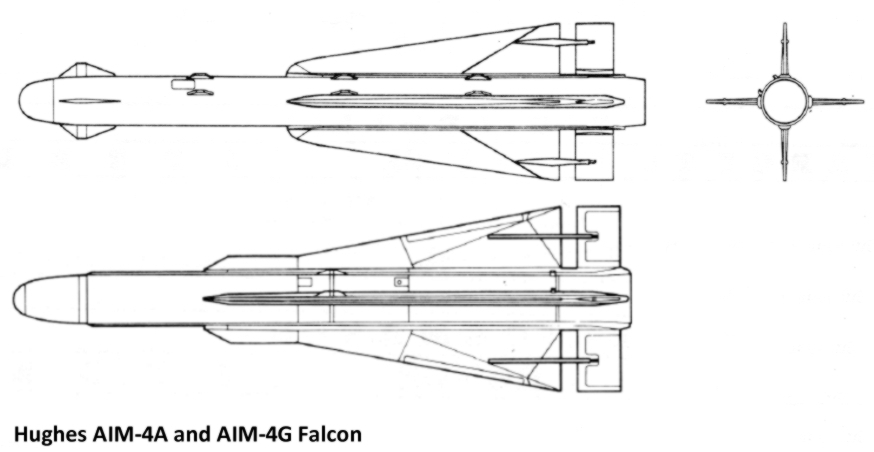

- AIM-4: Erste Serienversion mit halbaktivem Radarsuchkopf ab 1956; 4.080 Stück produziert.
- AIM-4A:  Mit größeren Tragflächen war diese Version wendiger als die AIM-4. Mit verbessertem halbaktivem Radarsuchkopf. Von dieser Version wurden 12.100 Stück produziert.
- AIM-4B: Version ab 1956 mit Infrarot-Suchkopf. Insgesamt 16.000 Stück hergestellt.
- AIM-4C: Version mit verbessertem Infrarot-Suchkopf. Rund 13.000 Stück hergestellt.
- AIM-4D: Komplett überarbeitete Version ab 1963. Entwickelt zur Bekämpfung von wendigen Jagdflugzeugen. Mit verbessertem Infrarot-Suchkopf und neuem Triebwerk der späteren AIM-4G. 4.000 Stück wurden neu hergestellt und weitere 6.000 AIM-4A und-4C wurden auf diesen Standard umgerüstet.
- AIM-4E: Version ab 1958. Speziell für die F-106A entwickelt. Mit neuem Flugkörperrumpf. Mit verbessertem Suchkopf und Raketenmotor sowie neuem Sprengkopf. 300 Stück wurden hergestellt, bevor die Produktion der späteren AIM-4F begann.
- AIM-4F: Version mit verbesserter Elektronik und Suchkopf sowie größerem Triebwerk. Mit großem 13-kg-Gefechtskopf. Bis 1975 wurden 19.000 Stück produziert.
- AIM-4G: Version der AIM-4F mit Infrarot-Suchkopf; 2.700 Stück produziert.
- XAIM-4H: Prototyp mit halbaktivem Laser-Zielsucher; Entwicklung 1971 eingestellt.
- HM-58 bei Bofors und Saab in Lizenz hergestellte AIM-4C für die J-35 Draken. Sie wurden auch als Jaktrobot Robotsystem 28 (RB-28) bezeichnet.
- RB-28 siehe HM-58

## Einsatzflugzeuge

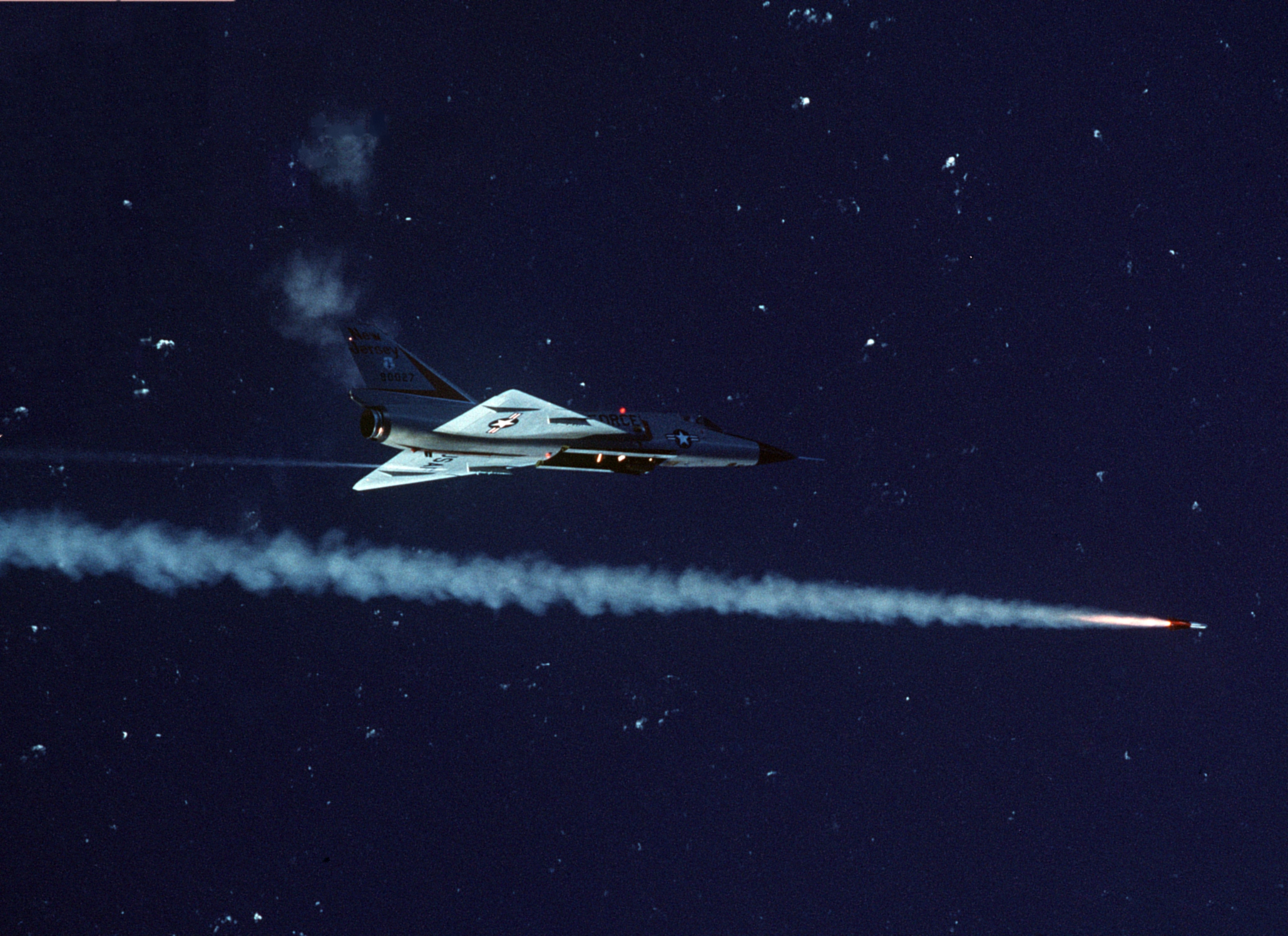
Eine F-106 feuert 1984 eine AIM-4 ab

- F-4 Phantom II: max. sechs Lenkflugkörper unter den Tragflächen
- F-89 Scorpion: max. sechs Lenkflugkörper in Waffenbehältern an den Flügelenden
- F-101 Voodoo: max. vier Lenkflugkörper im Waffenschacht
- F-102 Delta Dagger: max. sechs Lenkflugkörper im Waffenschacht
- F-106 Delta Dart: max. vier Lenkflugkörper im Waffenschacht
- Saab J-35 Draken: max. zwei Lenkflugkörper unter den Tragflächen